# Autocharis seyrigalis
Autocharis seyrigalis là một loài bướm đêm trong họ Crambidae.